# Секст Папиний Аллений
Секст Папи́ний Алле́ний (лат. Sextus Papinius Allenius; умер после 36 года) — древнеримский политический деятель эпохи ранней Империи, ординарный консул 36 года.

## Происхождение
На основании одной надписи из Патавия, расположенном на Истрийском полуострове (со времён Республики входившим в состав провинции Иллирик), в историографии считается, что Секст Папиний вполне мог являться уроженцем тех мест. Из текста надписи следует, что родной отец Секста Папиния носил преномен «Квинт». 
Свой второй номен — «Аллений» (Allenius) — Секст Папиний, согласно гипотезе Р. Сайма, мог унаследовать от матери, принадлежавшей, таким образом, к Аллениям, представители которых встречаются лишь в эпиграфических источниках.

## Биография
В современной историографии существует мнение, согласно которому именно в последние годы правления императора Августа (между 27 годом до н. э. и 14 годом н. э.) Секст Папиний был военным трибуном (возможно, в Сирии). После он последовательно занимал должности квестора (по одной из версий, в период между 15 и 20 годом), легата, плебейского трибуна, претора (претуру тот-таки Рональд Сайм датирует 27 годом) и наместника неустановленной провинции. Наконец, в 36 году Аллений был назначен ординарным консулом вместе с Квинтом Плавтием; параллельно Секст Папиний вошёл в жреческую коллегию квиндецемвиров священнодействий.
По свидетельству Плиния Старшего, Аллений первым привёз в Италию унаби и туберес.

## Семья и потомки
Известно, что у Секста Папиния было, по крайней мере, двое сыновей. Один из них, унаследовавший отцовский преномен, в 37 году покончил жизнь самоубийством, бросившись с большой высоты якобы из-за того, что он хотел избежать инцеста с матерью.